# Suck My Kiss
«Suck My Kiss» es la quinta canción del álbum Blood Sugar Sex Magik, de los Red Hot Chili Peppers, lanzado en 1991.
Suck My Kiss se lanzó como un sencillo en 1992 y el video se hizo a partir del footage de Funky Monks. 
La canción se incluyó en la recopilación Greatest Hits, siendo una de las dos canciones en ese disco que muestra la parte funk-rock, la otra es "Give It Away".

## Lista de canciones
Sencillo en CD (1992)
1. «Suck My Kiss» (Álbum Versión)
2. «Search And Destroy» (Previously Unreleased)
3. «Fela's Cock» (Previously Unreleased)

7" sencillo (1992)
1. «Suck My Kiss» (Radio Versión)
2. «Suck My Kiss» (Álbum Versión)

## Videojuegos
Suck My Kiss es una canción que se puede tocar en el videojuego Guitar Hero III: Legends of Rock en Modo Cooperativo.
También forma parte del soundtrack en la película "El maestro luchador"
- Datos: Q2477412